# Přítoky
Přítoky jsou vesnice, část obce Miskovice v okrese Kutná Hora. Nachází se asi 2,5 kilometru východně od Miskovic. Prochází zde silnice I/2.
Přítoky je také název katastrálního území o rozloze 1,88 km².

## Historie
První písemná zmínka o Přítokách pochází z roku 1144, kdy určitý majetek ve vsi patřil olomouckému biskupství.

## Pamětihodnosti
- Ve zdivu domů čp. 1 a 3 se dochovalo zdivo a množství renesančních architektonických detailů přítocké tvrze.[3]
- Socha svatého Jana Almužníka
- Zájezdní hostinec čp. 20
- Usedlost čp. 15